# Зоур (Охајо)
Зоур (енгл. Zoar) град је у америчкој савезној држави Охајо.

## Демографија
По попису из 2010. године број становника је 169, што је 24 (-12,4%) становника мање него 2000. године.
| Група             | 2000.       | 2010.       |
| Белци             | 188 (97,4%) | 165 (97,6%) |
| Афроамериканци    | 0 (0,0%)    | 0 (0,0%)    |
| Азијати           | 2 (1,0%)    | 1 (0,6%)    |
| Хиспаноамериканци | 1 (0,5%)    | 1 (0,6%)    |
| Укупно            | 193         | 169         |